# Морено Манніні
Морено Манніні (італ. Moreno Mannini, нар. 15 серпня 1962, Імола) — колишній італійський футболіст, що грав на позиції захисника.
Більшу частину кар'єри провів у складі клубу «Сампдорія», в якому провів п'ятнадцять сезонів, вигравши за цей час чемпіонат Італії, чотири Кубка Італії, Суперкубок Італії та Кубок Кубків УЄФА. Також виступав за національну збірну Італії, за яку провів десять матчів.

## Клубна кар'єра
Народився 15 серпня 1962 року в місті Імола. Вихованець футбольної школи клубу «Імола». Дорослу футбольну кар'єру розпочав 1980 року в основній команді того ж клубу, в якій провів один сезон в Серії D, взявши участь у 25 матчах чемпіонату.
1981 року перебрався в «Форлі» і рік грав за неї у Серії С1, після чого став гравцем «Комо». З новим клубом 1984 року Манніні зайняв 2 місце в Серії B і вийшов до Серії А.
Проте в елітному дивізіоні Морено дебютував вже у складі іншої команди: своєю грою молодий захисник привернув увагу представників тренерського штабу клубу «Сампдорія», до складу якого приєднався влітку 1984 року. Протягом тих п'ятнадцятити років, що провів у клубі, майже завжди був гравцем стартового складу. Наприкінці 1980-х був частиною непереможної захисної лінії разом з Лукою Пеллегріні, П'єтро Верховодом та Амедео Карбоні, поки останній не покинув клуб у 1990 році.
Манніні виграв разом з генуезцями чотири Кубка Італії, грав у обох великих фіналах — переможному проти «Андерлехта» у 1990 році, який приніс команді Кубок Кубків УЄФА, і програному проти «Барселони» в першому розіграші Ліги чемпіонів 1992 року.
Після пониження генуезців у класі влітку 1999 року переїхав на Туманний Альбіон, возз'єднавшись в «Ноттінгем Форест» з товаришем по «Сампдорії» Девідом Платтом. Взяв участь лише в десяти матчах Першого дивізіону, після чого повернувся до рідного «Імолезе», де провів ще один сезон в Серії C2, після чого завершив професійну ігрову кар'єру у 2000 році.

## Виступи за збірну
19 лютого 1990 року дебютував в офіційних матчах у складі національної збірної Італії в товариській грі проти збірної Сан-Марино (4:0). Протягом кар'єри у національній команді, яка тривала 4 роки, провів у формі головної команди країни лише 10 матчів і так і не зміг витіснити легендарних захисників того часу Джузеппе Бергомі та Антоніо Бенарріво.
| Дата       | Місто                    | Господарі  | Результат | Гості      | Турнір            | Голи | Примітки |
| ---------- | ------------------------ | ---------- | --------- | ---------- | ----------------- | ---- | -------- |
| 19/02/1992 | Чезена                   | Італія     | 4 – 0     | Сан-Марино | товариський матч  | -    | 46'      |
| 25/03/1992 | Турин                    | Італія     | 1 – 0     | Німеччина  | товариський матч  | -    |          |
| 31/05/1992 | Нью-Гейвен (Коннектикут) | Італія     | 0 – 0     | Португалія | USA Cup           | -    |          |
| 04/06/1992 | Бостон                   | Італія     | 2 – 0     | Ірландія   | USA Cup           | -    | 51'      |
| 06/06/1992 | Чикаго                   | США        | 1 – 1     | Італія     | USA Cup           | -    |          |
| 09/09/1992 | Ейндговен                | Нідерланди | 2 – 3     | Італія     | товариський матч  | -    |          |
| 18/11/1992 | Глазго                   | Шотландія  | 0 – 0     | Італія     | Відбір до ЧС 1994 | -    |          |
| 20/01/1993 | Флоренція                | Італія     | 2 – 0     | Мексика    | товариський матч  | -    |          |
| 14/04/1993 | Трієст                   | Італія     | 2 – 0     | Естонія    | Відбір до ЧС 1994 | -    | 46'      |
| 01/05/1993 | Берн                     | Швейцарія  | 1 – 0     | Італія     | Відбір до ЧС 1994 | -    |          |
| Усього     |                          | Матчів     | 10        |            | Голів             | 0    |          |

## Титули і досягнення
- Чемпіон Італії (1):

«Сампдорія»: 1990-91
- Володар Кубка Італії (4):

«Сампдорія»: 1984-85, 1987-88, 1988-89, 1993-94
- Володар Суперкубка Італії (1):

«Сампдорія»: 1991
- Володар Кубка Кубків УЄФА (1):

«Сампдорія»: 1989-90